# Франсіс Меано
Франсіс Меано (фр. Francis Méano, 22 травня 1931, Мірамас — 26 червня 1953, Вітрі-ле-Реймс) — французький футболіст, що грав на позиції нападника за «Екс» та «Реймс», а також за національну збірну Франції.
Володар Кубка Франції. 

## Клубна кар'єра
У дорослому футболі дебютував 1948 року виступами за команду «Екс», в якій провів один сезон. 
1949 року перейшов до клубу «Реймс». Більшість часу, проведеного у складі «Реймса», був основним гравцем атакувальної ланки команди. У складі «Реймса» був одним з головних бомбардирів команди, маючи середню результативність на рівні 0,39 гола за гру першості. 1950 року виборов титул володаря Кубка Франції.
Захищав кольори «Реймса» до своєї передчасної загибелі 26 червня 1953 року, коли 22-річний гравець разом зі своєю дружиною, батьком та ще декількома людьми потрапив в автомобільну аварію поблизу Вітрі-ле-Реймс.

## Виступи за збірну
1949 року дебютував в офіційних матчах у складі національної збірної Франції. Свою другу і останню гру за збірну провів у 1952.

## Титули і досягнення
- Володар Кубка Франції (1):

«Реймс»: 1949-1950